# Pere de Castellet i d'Icart
Pere de Castellet i d'Icart (Tarragona, ? — ~1571) fou un religiós que ostentà el títol de bisbe d'Urgell i copríncep d'Andorra.
Fou un gran defensor de la fe cristiana, en aquest sentit va actuar contra els hugonots que entraven al Principat de Catalunya a través de la seva diòcesi. Fet que li va impedir assistir al concili de Trento.
L'any 1566 va encarregar al dominicà Pere Màrtir Coma un manual contrareformista, de gran difusió.